# Horsagöljen
Horsagöljen är en sjö i Habo kommun i Västergötland och ingår i Motala ströms huvudavrinningsområde.